# Danny Vera
Danny Alejandro "El Cholo" Vera (* Naranjal, Ecuador, 8 de agosto de 1980) es un exfutbolista ecuatoriano que jugaba de delantero.
Vera destacó en todas las categorías formativas. En 1998 ficha por el Barcelona Sporting Club. En el club guayaquileño hace su debut como profesional en ese mismo año, formando parte del plantel que consigue el Subcampeónato de la Copa Libertadores de América de 1998. En el Barcelona Sporting Club hace algunos goles importantes para el equipo pero sin embargo no goza de muchas oportunidades, los que hace que a inicios de la temporada de 2002 cambie de club. Vera es cedido a préstamo al Macará de Ambato donde empieza a mostrar su real capacidad goleadora. Un año después en el 2003, Vera se consolida como delantero marcando 22 goles en 31 partidos, 15 solamente al equipo rival Emelec, lo que hace que el año siguiente retornara al Barcelona Sporting Club dueño de sus derechos deportivos. Jugó en el 2004 y en el 2005 en el club de sus amores, llegando a disputar una final de campeonato ecuatoriano frente a Liga de Quito.
En enero de 2006 es cedido nuevamente, esta vez a otro equipo de Quito a El Nacional. Con el equipo de "los puros criollos" como se conoce al elenco militar de El Nacional, consigue el campeonato de 2006, siendo este uno de los mejores años para "El Cholo" Vera. Año siguiente retorna al Barcelona Sporting Club donde una vez más es relegado y no corre con suerte. A inicios del 2009 después de recibir el visto bueno de la dirigencia del Barcelona Sporting Club, su carta pase es negociada con el campeón de la Copa Libertadores 2008 la Liga de Quito en calidad de préstamo.

## Trayectoria
| Club                    | País    | Año       | PJ | Goles |
| ----------------------- | ------- | --------- | -- | ----- |
| Barcelona Sporting Club | Ecuador | 1998-2001 | 15 | 0     |
| Macará                  | Ecuador | 2002      | 25 | 5     |
| Espoli                  | Ecuador | 2003      | 31 | 11    |
| Barcelona Sporting Club | Ecuador | 2004-2005 | 60 | 16    |
| El Nacional             | Ecuador | 2006      | 28 | 13    |
| Barcelona Sporting Club | Ecuador | 2007-2008 | 39 | 8     |
| Liga de Quito           | Ecuador | 2009      | 24 | 5     |
| Centro Deportivo Olmedo | Ecuador | 2010      | 22 | 5     |
| Manta Futbol Club       | Ecuador | 2011      | 13 | 1     |
| CS Patria               | Ecuador | 2014-2016 | 12 | 6     |

## Palmarés

### Campeonatos nacionales
| Título                 | Club        | País    | Año  |
| ---------------------- | ----------- | ------- | ---- |
| Campeonato Ecuatoriano | El Nacional | Ecuador | 2006 |
| Copa Sudamericana      | LDUQ        | Ecuador | 2009 |

- Datos: Q5220904